# 36th Street (stacja metra na Fourth Avenue Line)
36th Street – stacja metra nowojorskiego, na linii D, N i R. Znajduje się w dzielnicy Brooklyn, w Nowym Jorku i zlokalizowana jest pomiędzy stacjami 25th Street, Ninth Avenue i 45th Street. Została otwarta 13 września 1915.